# 上田整
上田 整（うえだ せい、1958年 - ）は、静岡県出身の日本の機械工学者・システム工学者。大阪工業大学工学部機械工学科教授、工学博士（東北大学）。日本機械学会材料力学第91期運営委員会委員・ACMFMS2014組織委員長。
専門は、機械システム工学（特に弾性数理解析・熱衝撃解析）・計算力学（特にCAE・マルチスケール・有限要素法）、材料力学（特に弾性力学・破壊力学）。

## 経歴
1981年東北大学工学部機械工学第二学科卒業。1983年同大学大学院工学研究科機械工学専攻博士前期課程修了、三菱電機に入社。その後、静岡大学講師、東北大学工学部助教授などを経て、1994年同大学大学院工学研究科にて工学博士（東北大学）。1999年より大阪工業大学工学部機械工学科教授。
主な所属学会は、日本機械学会、日本材料学会など。
主な著書は「強さの不思議 - ものづくりで遊ぶ材料力学」(分担執筆、技報堂出版2005、学術書）、「機械工学入門シリーズ 第2巻 材料の力学」（共著、朝倉書店 2001、学術書）、「実験 材料科学 ニューマテリアル開発への基礎」(分担執筆、内田老鶴圃1997、学術書）など。
主な受賞は、第36回原田研究奨励賞。

## 主な研究
- アクチュエータの圧電材料としての貫通き裂を有する圧電セラミックス積層厚板の電気弾性数理解析
- 機能性材料の応力解析と機能発現に関する数値シミュレーション
- 有限要素法(FEM)解析を用いた送風機羽根車締結部に関する検討
- マイクロメカニカルモデルによる傾斜機能材料(FMG)の熱衝撃解析 〜スペースプレーンなどへの先端材料の応用
- 小型人工衛星プロイテレスの熱解析
- 電磁力応用機器材料システムの電磁破壊力学的研究
- 極低温用構造材料（ガラス繊維強化プラスチック等）の破壊力学的挙動に関する理論的研究

2022年11月、スタンフォード大学とエルゼビアによる世界で最も影響力のあるトップ2％の科学者を特定する包括的なリスト「標準化された引用指標に基づく科学者データベース（Updated science-wide author databases of standardized citation indicators）」が更新発表され、Career-long区分で、日本の大学研究者の1人として選出されている。
機械工学の国際交流啓蒙活動として、ACMFMS2014(The fourth Asian Conference on Mechanics of Functional Materials and Structures)においてエネルギー・リサイクル分野での海外研究者（インド工科大学より）招聘も行った。